# Иттинуар, Питер
Питер Иттинуар (англ. Peter Ittinuar, инуктитут ᐲᑎᕐ ᐃᑦᑎᓄᐊᕐ) — канадский политик, первый член парламента Канады инуитского происхождения (1979—1984 годы). Считается одним из основателей Канадской конфедерации.

## Биография
Питер Иттинуар является внуком датского путешественника Питера Фройхена, в честь которого он и был назван. До начала политической карьеры Питер Иттинуар был профессором в университете Оттавы. Он специализировался на инуитской культуре и языке инуктитут. Кроме того, он работал диктором телерадиокомпании Canadian Broadcasting Corporation и редактором Inuit Today.
В 1979 году был образован новый избирательный округ Нунатсиак (в настоящее время округ Нунавут) и Иттинуар выиграл первые досрочные выборы от Новой демократической партии, став первым инуитом в парламенте Канады. После того, как в 1982 году либеральное правительство и министр по делам индейцев Джон Манро объявили о своих планах по разделению Северо-западных территорий, он сменил партию. С 1982 по 1984 год Питер Иттинуар был членом Либеральной партии Канады. Иттинуар ещё дважды баллотировался в парламент (в 1984 и 2008 году), но оба раза проиграл выборы. В 1984 году он был независимым кандидатом, а в 2008 году он представлял Зелёную партию Канады. Кроме того, Иттинуар пытался участвовать в выборах от Новой демократической партии в 1993 году, но ему было отказано из-за предыдущих отношений с либералами.
Помимо политической карьеры, Иттинуар выполнял обязанности исполнительного директора в организации инуитов Канады (Inuit Tapirisat of Canada).
Питер Иттинуар имеет непростые отношения с законом и несколько раз привлекался к уголовной ответственности. В частности, в 1979 году у него было найдено небольшое количество кокаина, а в 1986 году он совершил нападение на собственную жену, за что был оштрафован.
В 2008 году Арктический колледж Нунавута выпустил серию книг инуитских лидеров. Среди них книга Питера Иттинуара «Teach an Eskimo How to Read».

## Колониальный эксперимент
В молодости Питер Иттинуар стал участником колониального эксперимента. В начале 1960-х годов троих инуитских мальчиков (Питера Иттинуара, Зебеди Нунгака и Эрика Тагуна) отправили в Оттаву для получения образования, оторвав их от семей. Они жили в белых семьях и ходили в белые школы. Впоследствии все участники эксперимента стали политическими лидерами, активными борцами за самоопределение инуитов и создание территории Нунавут.
В 2009 году Питер Иттинуар снял документальный фильм под названием «The Experimental Eskimos» об этом эксперименте, его последствиях в личной и политической жизни участников.